# Paolo Cabras
Paolo Cabras (Roma, 16 gennaio 1931 – Roma, 2 luglio 2020) è stato un politico italiano.

## Biografia
Dopo la laurea in medicina intraprese la carriera politica nelle file della Democrazia Cristiana. Il 19 maggio 1972 dopo essere stato eletto, assunse l'incarico di deputato presso la Camera dove restò fino al 1987, per quattro legislature. Dopo le elezioni politiche del 1987 diventò senatore, venendo poi rieletto per l'ultima volta a Palazzo Madama anche nel 1992.
Dal 1986 e fino al 1989 fu direttore del quotidiano della DC Il Popolo.